# Kasteel Creusaert
Het Kasteel Creusaert (Frans: Château de Creusaert) is een voormalig kasteel in de gemeente Ebblingem in het Franse Noorderdepartement.

## Geschiedenis
Het kasteel werd gebouwd in 1750 in rococostijl in opdracht van Jean-Baptist Haeuw. Het was de zetel van een kleine heerlijkheid. Na de Franse Revolutie kwam het in bezit van de familie van Pradelles de Palmaert die het tot diep in de 20e eeuw in bezit had. Het elegante kasteeltje werd in 2009 door brand verwoest en in 2011 gesloopt.